# اورلیو د لیرا تاوارس
اورلیو د لیرا تاوارس (انگلیسی: Aurélio de Lira Tavares; ۷ نوامبر ۱۹۰۵ – ۱۸ نوامبر ۱۹۹۸) فرمانده نظامی و سیاست‌مدار اهل برزیل بود.